# Onobrychis armena
Onobrychis armena là một loài thực vật có hoa trong họ Đậu. Loài này được Boiss. & HUET miêu tả khoa học đầu tiên năm 1856.